# Georgi Markov (scrittore)
Georgi Ivanov Markov (in bulgaro Георги Иванов Марков?; Sofia, 1º marzo 1929 – Londra, 11 settembre 1978) è stato uno scrittore bulgaro dissidente.
Markov ha inizialmente lavorato come romanziere e drammaturgo nel suo Paese natale, la Repubblica Popolare di Bulgaria, fino all'abbandono del Paese nel 1968. Dopo essersi trasferito a Londra, ha lavorato come giornalista per il BBC World Service, la Radio Free Europe (finanziata dagli Stati Uniti) e l'emittente della Germania Occidentale Deutsche Welle. Markov ha usato questi canali per condurre una campagna di critiche sarcastiche contro il regime bulgaro in carica.
Georgi Markov è stato assassinato in una strada di Londra usando una capsula di ricina, sparata nelle gambe da un ombrello speciale ("ombrello bulgaro") maneggiato da qualcuno associato ai servizi segreti bulgari. È stato ipotizzato che abbiano chiesto aiuto al KGB.

## Biografia

### Gli inizi e la carriera letteraria in Bulgaria
Georgi Markov è nato il 1º marzo 1929, a Knjaževo, un quartiere di Sofia. Nel 1946, si diplomò alle scuole superiori e iniziò gli studi universitari in chimica industriale. Inizialmente Markov lavorò come ingegnere chimico e insegnante in una scuola tecnica. All'età di 19 anni si ammalò di tubercolosi e fu costretto a frequentare vari ospedali. I suoi primi tentativi letterari avvennero in quel periodo. Nel 1957, apparve un romanzo, Цезиева нощ ("La notte del cesio"). Presto furono pubblicati un altro romanzo, Победителите на Аякс (1959, "I vincitori di Aiace") e due raccolte di racconti (1961).
Nel 1962, Markov pubblicò il romanzo Мъже ("Uomini") che vinse il premio annuale dell'Unione degli scrittori bulgari e fu successivamente accettato come membro dell'Unione, un prerequisito per una carriera professionale in ambito letterario. Georgi Markov iniziò a lavorare alla casa editrice Narodna Mladež. Le raccolte di storie Портрет на моя двойник (1966, "Ritratto del mio doppio") e Жените на Варшава (1968, "Le donne di Varsavia") gli assicurarono la fama di uno dei giovani scrittori più talentuosi della Bulgaria.
Markov scrisse anche una serie di opere teatrali, ma la maggior parte di esse non è mai stata messa in scena o rimossa dal repertorio teatrale dai censori comunisti, come ad esempio Атентат в затворената улица ("Assassinio in una strada a fondo chiuso"). Il romanzo Покривът ("Il tetto") fu interrotto a metà stampa poiché descriveva come un fatto e in termini allegorici il crollo del tetto dell'acciaieria Lenin. Markov è stato uno degli autori della popolare serie TV Всеки километър ("Ogni chilometro") che ha creato il personaggio del detective della seconda guerra mondiale Velinski e della sua nemesi il combattente della resistenza Dejanov.
Nonostante alcune delle sue opere siano state bandite, Georgi Markov divenne un autore di successo. Fu tra gli scrittori e i poeti che Todor Živkov cercò di cooptare e costringere a servire il regime con le loro opere. Durante questo periodo Markov aveva uno stile di vita bohémien, sconosciuto alla maggior parte dei bulgari.

### Dopo la Bulgaria
Nel 1969 Markov partì per Bologna, dove viveva suo fratello. La sua idea iniziale era di aspettare fino a quando il suo "status" nei confronti delle autorità bulgare migliorasse, ma gradualmente cambiò idea e decise di rimanere in Occidente, soprattutto dopo il settembre 1971 quando il governo bulgaro si rifiutò di prolungare la validità del suo passaporto. Markov si trasferì a Londra, dove imparò l'inglese e iniziò a lavorare per la sezione bulgara del BBC World Service (1972). Provò a lavorare per l'industria cinematografica, sperando in un aiuto da parte di Peter Uvaliev, ma senza successo. Successivamente lavorò anche con Deutsche Welle e Radio Free Europe. Nel 1972, l'adesione di Markov all'Unione degli scrittori bulgari fu sospesa e fu condannato in contumacia a sei anni e sei mesi di carcere per la sua defezione.
Le sue opere furono ritirate da biblioteche e librerie e il suo nome non venne più menzionato dai media ufficiali bulgari fino al 1989. Il servizio segreto bulgaro aprì un dossier su Markov. Nel 1974, la sua opera teatrale To Crawl Under the Rainbow fu messa in scena a Londra, mentre a Edimburgo la commedia Archangel Michael, scritta in inglese, vinse un premio. Il romanzo The Right Honorable Chimpanzee, scritto insieme a David Phillips, fu pubblicato dopo la sua morte. Nel 1975, Markov sposò Annabel Dilke. La coppia ebbe una figlia, Alexandra-Raina, nata un anno dopo.
Tra il 1975 e il 1978, Markov lavorò all'opera In Absentia Reports, un'analisi della vita nella Bulgaria comunista, che venne poi trasmessa in episodi settimanali su Radio Free Europe. Le critiche al governo comunista e al leader del partito Todor Živkov contenute nell'opera resero Markov ancora più inviso al regime.
(Descrizione della vita sotto un regime autoritario di Georgi Markov in The Truth that Killed)

### L'assassinio
Il 7 settembre 1978 Markov attraversava il ponte di Waterloo sul Tamigi e raggiunse la fermata dell'autobus per andare al lavoro alla BBC; lì sentì un leggero dolore acuto, come un morso o una puntura di insetto, sulla parte posteriore della coscia destra. Si guardò alle spalle e vide un uomo che sollevava un ombrello da terra. L'uomo attraversò in fretta l'altro lato della strada e salì su un taxi che poi si allontanò. L'evento è ricordato come "Umbrella Murder" ("omidicio dell'ombrello").
Quando arrivò al lavoro presso gli uffici della BBC World Service, Markov notò che si era formato un piccolo brufolo rosso sul sito della puntura che aveva sentito prima e che il dolore non si era ridotto o cessato. Raccontò ad almeno uno dei suoi colleghi della BBC di questo incidente. Quella sera gli venne la febbre e fu ricoverato all'ospedale St James di Balham, dove morì quattro giorni dopo, l'11 settembre 1978, all'età di 49 anni. La causa della morte era l'avvelenamento causato da una capsula piena di ricina.
La tomba di Markov si trova in un piccolo cimitero della chiesa di Santa Candida e Santa Croce a Whitchurch Canonicorum, nel Dorset.
Gli scritti de In Absentia Reports furono pubblicati in Bulgaria nel 1990, dopo la fine del governo comunista.

## L'investigazione sull'omicidio
A causa delle circostanze e delle dichiarazioni fatte da Markov ai medici che esprimevano il sospetto di essere stato avvelenato, la Metropolitan Police ordinò un'autopsia approfondita del corpo di Markov. Il dottor Bernard Riley, un patologo forense, scoprì una capsula sferica di metallo delle dimensioni di una testa di spillo nella gamba di Markov.
La capsula misurava 1,70 millimetri di diametro ed era composto da 90% di platino e 10% di iridio. Aveva due fori con diametri di 0,35 mm (0,014 pollici) praticati attraverso di esso, producendo una cavità a forma di X. Un ulteriore esame da parte di esperti di Porton Down ha mostrato che la capsula conteneva tracce di ricina tossica. Una sostanza zuccherina ricopriva i piccoli fori creando una bolla che intrappolava la ricina all'interno delle cavità. Il rivestimento appositamente realizzato era stato progettato per sciogliersi a 37 °C: la temperatura del corpo umano. Dopo che la capsula fu sparata nella gamba di Markov, il rivestimento si era sciolto e la ricina era stata assorbita nel flusso sanguigno e lo aveva ucciso. Indipendentemente dal fatto che i medici che stavano curando Markov avessero saputo che il veleno era ricina, il risultato sarebbe stato lo stesso, poiché non esiste un antidoto alla ricina.

L'ipotetico meccanismo di sparo dell'ombrello bulgaro.

Dieci giorni prima dell'omicidio, era stato fatto un tentativo di uccidere un altro dissidente bulgaro, Vladimir Kostov, allo stesso modo di Markov, in una stazione della metropolitana di Parigi.
Il disertore del KGB Oleg Kalugin confermò che il KGB aveva organizzato l'omicidio, presentando addirittura alternative come quella di una gelatina velenosa da spalmare sulla pelle di Markov, ma ad oggi nessuno è stato accusato dell'omicidio di Markov, soprattutto perché la maggior parte dei documenti ad esso correlati non sono più disponibili, essendo probabilmente stati distrutti.
Il quotidiano britannico The Times ha riferito che il principale sospettato è un italiano di nome Francesco Gullino (o Giullino), di cui l'ultima informazione esistente era che viveva in Danimarca. Un documentario britannico, The Umbrella Assassin (girato nel 2006), ha intervistato persone associate al caso in Bulgaria, Gran Bretagna, Danimarca e America e ha rivelato che il principale sospettato, Gullino, è vivo e vegeto e viaggia ancora liberamente in tutta Europa. Nel giugno 2008 è stato riferito che Scotland Yard ha rinnovato il suo interesse per il caso. Gli investigatori furono inviati in Bulgaria e furono fatte richieste per intervistare persone rilevanti. Nell'agosto 2018 il caso è stato oggetto del programma radiofonico The Reunion della BBC 4.

## Opere
Lista parziale 
- Цезиева нощ – приключенски роман, 1957
- Победителите на Аякс – научнофантастичен роман, 1959
- Анкета – новели, 1961
- Между нощта и деня – разкази, 1961
- Мъже – роман, 1962, 1990
- Последният патент – комедия, 1965
- Портрет на моя двойник – роман, 1966, 1996
- Кафе с претенция – комедия, 1966
- Асансьорът – пиеса, 1967
- Калай – комедия, 1967
- Жените на Варшава – разкази и новели, 1968
- Атентат в затворената улица – пиеса, 1968
- Right Honourable Chimpanzee, 1978, Secker & Warburg, ISBN 978-0-436-48310-3
- The Truth That Killed, 1984, Ticknor & Fields, ISBN 978-0-89919-296-3

## Onorificenze
Nel 2000, Markov è stato insignito postumo dell'Ordine della Stara Planina, l'onorificenza più prestigiosa della Bulgaria, per il suo "contributo significativo alla letteratura, al teatro e alla saggistica bulgari e per la sua eccezionale posizione civile e il suo confronto con il regime comunista".